# Písemné památky Finska do roku 1805

## Sebastian Münster
Pravděpodobně nejstarším finským textem je překlad modlitby „Otčenáš“ napsané v knize „Cosmographia“ . Tato kniha byla vydána Sebastianem Münsterem v Basileji v roce 1544 (v německo-latinské verzi) a jedná se o nejstarší německé dílo popisující celý svět. Může se jednat o text, který byl už v 15. století předčítán v církevním prostředí.

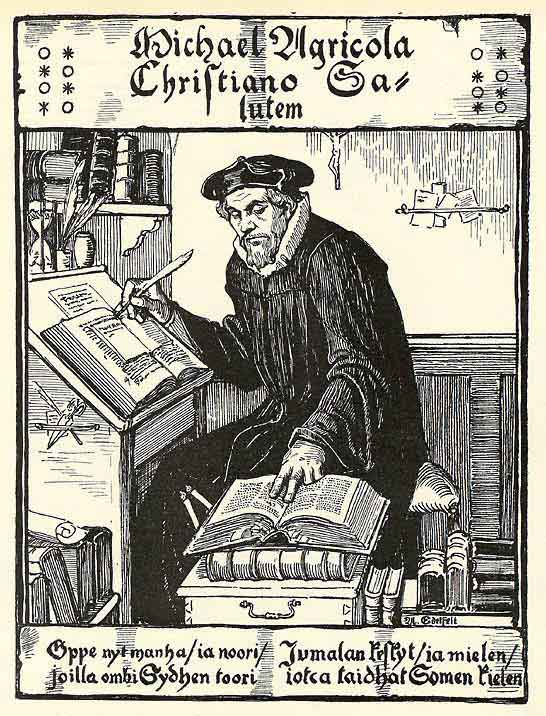
Mikael Agricola by Albert Edelfelt

## Mikael Agricola
Agricola pocházel z vesnice Torsby, v tehdejší švédsky mluvící církevní farnosti Pernaja v Nylandu (Uusimaa). Dá se tedy předpokládat, že Agricola mluvil švédsky a finsky. Ale který jazyk byl jeho mateřský? To, že Agricola měl bohatou slovní zásobu a mluvil plynně finsky, nemusí nutně znamenat, že byla jeho mateřským jazykem. Jeho používání některých gramatických důvtipů ale ukazuje na to, že ovládal finštinu jako rozený Fin. Na druhé straně se ale také dopouštěl omylů - místo suomen kieli (finský jazyk) psal Agricola soomen kieli, místo työ (práce) psal töö. Nabízí se tedy otázka proč dvojhlásku ie dává správně ale ne dvojhlásky uo a yö? Protože ie tuto dvojhlásku znal ze svého mateřského jazyka. U podstatného jména kansa (národ), natáhnul n a zkrátil s, zatímco postposici kanssa (s), zkrátil s a prodloužil s. S vysvětlením přišel Hugo Bergroth: ve finské švédštině jsou neznělé souhlásky prodlouženy po znělých souhláskách. Jaký byl jeho mateřský jazyk nelze s určitostí říci.

### Agricolova díla

#### „Abckiria“
První finská tištěná kniha – Abckiria (ABC kniha) od Mikaela Agricoly se objevila ve stejném roce jako překlad modlitby „Otčenáš“ od Sebastiana Münstera nebo možná o rok dříve – tedy v roce 1543. Abckiria sloužila jako učebnice pro čtení a katechismus.  První tisk obsahoval 16 stránek a druhé vydání vyšlo v roce 1551 s 24 stránkami.

Ukázka textu z knihy [Abckiria]

#### „Rucouskiria“
Agricola byl až do konce svého života aktivním spisovatelem – v roce 1544 vydal ve finštině psanou modlitební knížku „Rucouskiria“ (Modlitebník z Bible). Kniha obsahuje čtyři předmluvy a asi 700 modliteb na různá témata. Tato modlitební knížka obsahuje také díla Martina Luthera. Hlavním cílem Agricola bylo přeložit celou Bibli ale z důvodu nedostatku financí překlad nedokončil. 
V té době bylo hodně věřících toho názoru, že mši je třeba vést v latinském jazyce. Jejich svědomí chtěl uklidnit s těmito slovy:
(Ten, kdo mínění všech lidí zná, porozumí jistě také finskému jazyku)

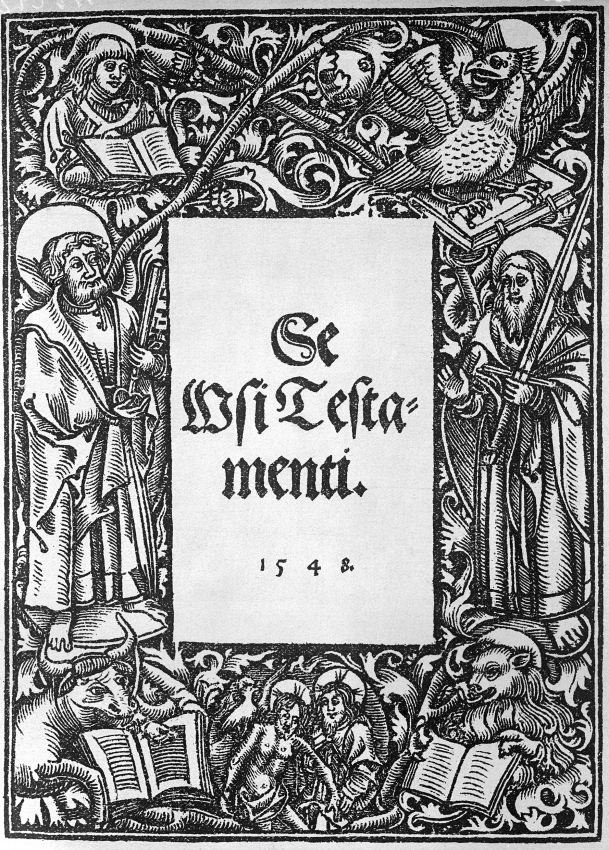
Se Usi Testamenti

#### „Se WSI testamenti“´
Základy finské literatury byly vyloženy ve 30. letech 16. st, když Michael Agricola začal překládat Nový zákon – „Se WSI testamenti“. Tento překlad byl dokončen v roce 1548 a jedná se o nejvýznamnější Agricolovo dílo. V roce 1549 přeložil Agricola tři menší liturgické knihy do finštiny. 

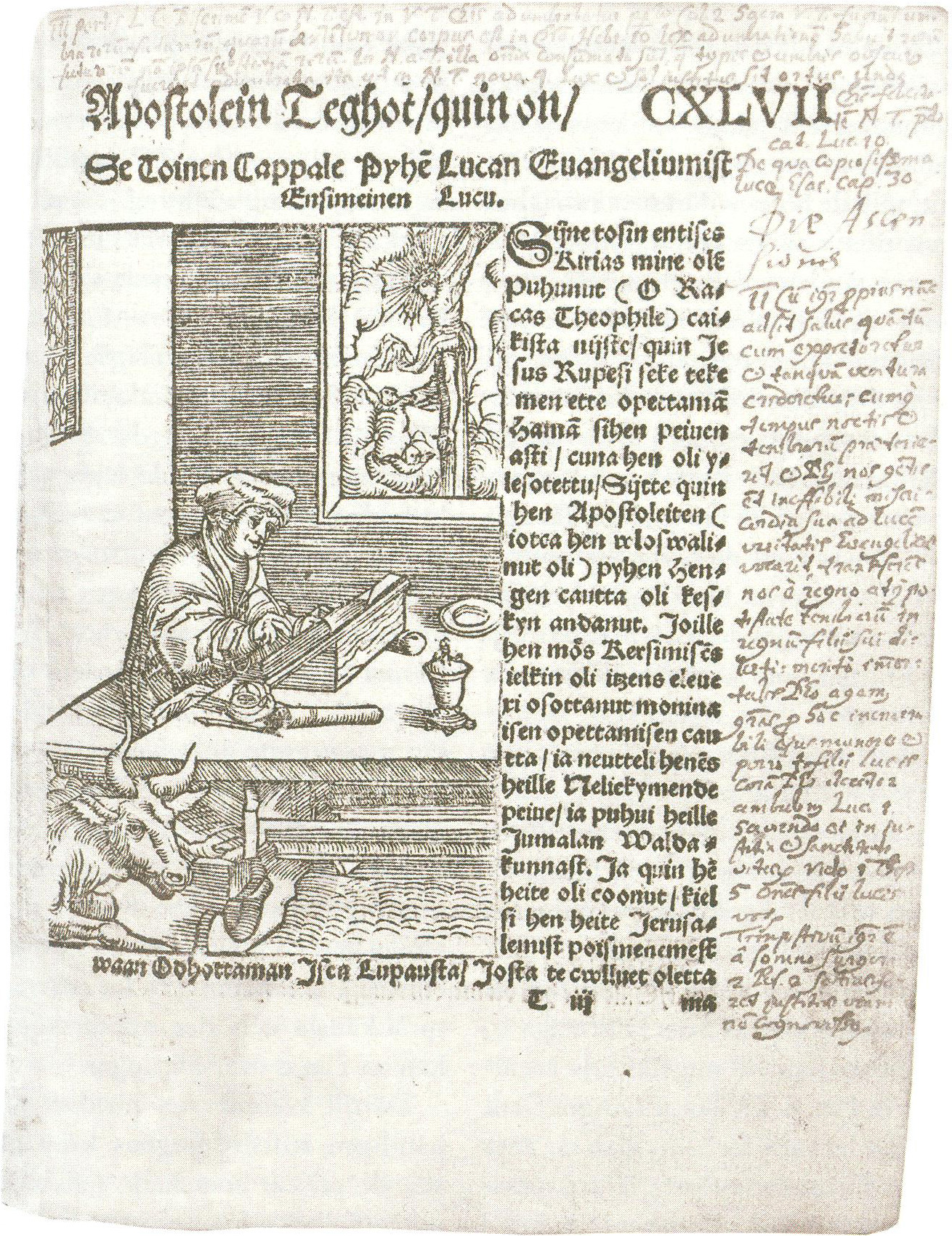
Agricolas NT Lucas

#### „Dauidin Psalttarin“
Davidův žaltář obsahuje Agicolasovu rýmovanou předmluvu k básni, která tvoří seznam starých finských pohanských bohů. Tato předmluva tvoří nepostradatelný zdroj poznání starověkého náboženství Finů.
Agricolas omezil svoji individuální spisovatelskou činnost na předmluvy ve vázané a nevázané formě. Dvě z těchto předmluv jsou pozoruhodné. Jedna předmluva k Novému zákonu  – a druhá předmluva obsahuje zajímavé sdělení o podmínkách v jihozápadním Finsku za doby christianizace.

### Agriclovů přínos pro finský jazyk
Agricolas svými díly stanovil pravidla pravopisu, která jsou základem moderní finské gramatiky. Agricolas vymyslel nová slova nebo používal výpůjčky ve finském jazyce, která se používají dodnes. Ze 16. století pochází anonymní Evangelium, které bylo také vydáno v tomto století. Jedná se o výňatek z evangelií pro uctívání.

## Další písemné památky
- Prvním známým básníkem po Agricolasovi je jezuita nebo jezuitský učeň Valentin Thomasson. Valentin Thomasson napsal při příležitosti návštěvy krále Zikmunda v roce 1589 finskou báseň.

- V roce 1702 kněz [Henrik Florinus] publikoval kolekci jeden a půl tisíce finských přísloví s názvem „Wanhain suomalaisten tawaliset ja suloiset sananlascut“ (Obvyklé a krásné přísloví starých Finů). V předmluvě zdůraznil, že v těchto příslovích našel hodně starých čistých finských slov, která v důsledku jazykového smíchání se ocitla v zapomenutí. Tato kniha byla velmi dobře přijata.
- Nejstarším záznamem z finské lidové poezie je Zapřisáhání (neboli také Zaklínadlo) proti moru, která se uchovala v účetní knize z roku 1564.
- Ke konci 17. st. se začali objevovat básníci, kteří se začali používat finský jazyk v církevních písních a jiných náboženských básní.
- Velký švédský básník [Frans Mikael Franzén] publikoval v roce 1805 finský překlad hymny Bevara, Gud, vår, kung (Ochránce, Bože, náš králi) pod názvem Weisu Kuningalle Suomen kansalda (Píseň ke králi, od finského národa).